# Más de 100 mentiras (serie de televisión)
Más de 100 mentiras es una serie española original de Flooxer. Protagonizada por Teresa Peiroten, Veki Velilla, Javier Ruesga, Jorge Motos y Alexandra Masangkay, está producida por Lucky Road y se estrenó el 25 de octubre de 2018. La serie fue renovada para una segunda temporada que se estrenó el 15 de diciembre de 2019.

## Sinopsis
Un hacker saca a la luz lo que guardan en sus teléfonos estudiantes y profesores de un instituto. Las principales víctimas de este hacker serán cinco estudiantes: Lara, Ángela, Joel, Irene y Alan; que guardan demasiados secretos en sus teléfonos móviles. El hackeo y la filtración de sus datos más íntimos les hace vivir la peor catástrofe digital de sus vidas, porque quedan totalmente expuestos, haciéndolos vulnerables. El grupo de estos cinco jóvenes, además, guarda un secreto en común que sí es revelado y que cambiará sus vidas para siempre.

## Reparto

### Primera temporada
Reparto principal
- Teresa Peiroten - Lara
- Veki Velilla - Ángela
- Javier Ruesga - Joel
- Jorge Motos - Alan
- Alexandra Masangkay - Irene

Reparto secundario
- Alejandro Albarracín - Hugo
- Antonio Hernández - Víctor
- Fanny Condado - Ana
- Javier Collado - Francisco
- Nacho López - Ignacio
- Yaiza Guimaré - Consuelo
- Nico Frasquet - Gonzalo
- Nadal Bin - Chema
- Jero García - Entrenador

### Segunda temporada
Reparto principal
- Javier Ruesga - Joel
- Asia Ortega - Carlota
- Adil Koukouh - Guillem
- Jorge Clemente - Javi
- Casandra Balbás - Elisa

Reparto secundario
- Veki Velilla - Ángela (Ep. 1 y Ep. 3)
- Alexandra Masangkay - Irene (Ep. 3)
- Alejandro Albarracín - Hugo
- Antonio Hernández - Víctor
- Fanny Condado - Ana
- Jorge Motos - Alan
- Darío Eme Hache - Dami
- Miare Rubio - Novia de Dami

## Temporadas y episodios
| Temporada | Temporada | Episodios | Episodios | Lanzamiento original    | Lanzamiento original    |
| --------- | --------- | --------- | --------- | ----------------------- | ----------------------- |
|           | 1         | 6         | 6         | 25 de octubre de 2018   | 25 de octubre de 2018   |
|           | 2         | 5         | 5         | 15 de diciembre de 2019 | 15 de diciembre de 2019 |

### Primera temporada (2018)
| N.º en serie | N.º en temp. | Título         | Dirigido por  | Fecha de lanzamiento original |
| ------------ | ------------ | -------------- | ------------- | ----------------------------- |
| 1            | 1            | «Lara e Irene» | Alfredo López | 25 de octubre de 2018         |
| 2            | 2            | «Alan»         | Alfredo López | 1 de noviembre de 2018        |
| 3            | 3            | «Joel»         | Alfredo López | 8 de noviembre de 2018        |
| 4            | 4            | «Ángela»       | Alfredo López | 15 de noviembre de 2018       |
| 5            | 5            | «Víctor»       | Alfredo López | 22 de noviembre de 2018       |
| 6            | 6            | «El desenlace» | Alfredo López | 1 de diciembre de 2018        |

### Segunda temporada (2019)
| N.º en serie | N.º en temp. | Título                 | Dirigido por  | Fecha de lanzamiento original |
| ------------ | ------------ | ---------------------- | ------------- | ----------------------------- |
| 7            | 1            | «100 mentiras más»     | Alfredo López | 15 de diciembre de 2019       |
| 8            | 2            | «Déjà vu»              | Alfredo López | 15 de diciembre de 2019       |
| 9            | 3            | «Mentiroso, mentiroso» | Alfredo López | 15 de diciembre de 2019       |
| 10           | 4            | «Segundo asalto»       | Alfredo López | 15 de diciembre de 2019       |
| 11           | 5            | «Toda la verdad»       | Alfredo López | 15 de diciembre de 2019       |